# Георги Витанов
Георги Витанов Богат е български писател, художник-приложник и общественик.

## Биография
Роден е на 5 май 1948 година в разложкото село Добринища. Завършва приложни изкуства, специалност металопластика. Занимава се с промишлен дизайн, проектиране на фасади и интериор, металопластика, пластика от дърво, изработка на бижута и други. Негови творби за притежание на колекционери в България и чужбина.
Пише от ранна възраст стихове и разкази, като много от тях са преведени на немски, английски и френски и са печелили литературни конкурси. В 1986 година Витанов става лауреат на литературните наградите „Южна пролет“ и „Светлоструй“ за дебютната си книга с разкази и новели „Козомания“, излязла в 1985 година. Има проблеми с комунистическите власти, заради които множество вестници и списания отказват да отпечатват творбите му, въпреки добрите литературни отзиви за творчеството на Витанов.
Мести се да живее в Чикаго, САЩ. Витанов е сред учредителите на Съюза на българските писатели в Съединените щати и по света и негов председател.
На 30 март 2017 година умира внезапно в дома си в Чикаго.